# Lujiang
Lujiang (chinesisch 庐江县, Pinyin Lújiāng Xiàn) ist ein Kreis der bezirksfreien Stadt Hefei in der chinesischen Provinz Anhui. Lujiang hat eine Fläche von 2.350 km² und eine Bevölkerung von 1.009.000 Einwohnern (Stand: Ende 2018).

## Administrative Gliederung
Auf Gemeindeebene setzt sich Lujiang aus 17 Großgemeinden zusammen. Diese sind:
- Großgemeinde Lucheng (庐城镇), 163 km², 143.600 Einwohner, Zentrum, Sitz der Kreisregierung;
- Großgemeinde Yefushan (冶父山镇), 153 km², 56.800 Einwohner;
- Großgemeinde Wanshan (万山镇), 95 km², 45.200 Einwohner;
- Großgemeinde Tangchi (汤池镇), 97 km², 47.700 Einwohner;
- Großgemeinde Guohe (郭河镇), 124 km², 64.400 Einwohner;
- Großgemeinde Jinniu (金牛镇), 68 km², 37.400 Einwohner;
- Großgemeinde Shitou (石头镇), 75,25 km², 37.100 Einwohner;
- Großgemeinde Tongda (同大镇), 117 km², 86.500 Einwohner;
- Großgemeinde Baishan (白山镇), 88,75 km², 62.000 Einwohner;
- Großgemeinde Shengqiao (盛桥镇), 128 km², 72.600 Einwohner;
- Großgemeinde Baihu (白湖镇), 163 km², 90.400 Einwohner;
- Großgemeinde Longqiao (龙桥镇), 103,5 km², 55.100 Einwohner;
- Großgemeinde Fanshan (矾山镇), 125 km², 69.600 Einwohner;
- Großgemeinde Luohe (罗河镇), 118 km², 68.300 Einwohner;
- Großgemeinde Nihe (泥河镇), 183,5 km², 95.500 Einwohner;
- Großgemeinde Leqiao (乐桥镇), 128 km², 59.500 Einwohner;
- Großgemeinde Ketan (柯坦镇), 123 km², 61.500 Einwohner.

## Tan-Lu-Störung
Die Tancheng-Lujiang-Störungszone 郯城-庐江断裂带 (Abk. Tan-Lu-Störungszone 郯庐断裂带) ist unter anderem nach dem Ort benannt.